# Grand Hotel Cristicchi
Grand Hotel Cristicchi è il terzo album di Simone Cristicchi, pubblicato il 19 febbraio 2010. È stato pubblicato contemporaneamente alla partecipazione del cantante al Festival di Sanremo 2010 con la canzone Meno male.
Il brano L'ultimo valzer ha vinto (ex aequo con È lei dall'album Le vie del rock sono infinite di Edoardo Bennato) l'edizione 2010 del Premio Mogol, premio al miglior testo italiano dell'anno votato da una giuria presieduta dallo stesso Mogol.
Il brano "Genova brucia", canzone sul G8 di Genova del 2001, ha vinto il Premio Amnesty Italia, come miglior brano sui diritti umani pubblicato nel 2010.
Grand Hotel Cristicchi è diventato un tour che, partito subito dopo la partecipazione a Sanremo 2010, si è protratto sino ad aprile 2011. Ad accompagnarlo sul palco il GnuQuartet (quartetto genovese, violoncello, viola, violino e flauto).

## Tracce
Testi e musiche di Simone Cristicchi, eccetto dove indicato.
1. Overgnure - 0:36
2. Il pesce amareggiato (Simone Cristicchi,Luigi Negroni, Francesco Musacco) - 3:07
3. Meno male (Simone Cristicchi, Frankie hi-nrg mc, Alessandro Canini, Elia Marcelli) - 2:58
4. La vita all'incontrario (Simone Cristicchi, Giovanni Zappalà) - 3:27
5. L'ultimo valzer - 4:42
6. Tombino (con Areamag) (Gabriele Ortenzi) - 4:21
7. Insegnami - 4:03
8. Meteora - 3:30
9. Volemo le bambole (tradizionale) - 3:00
10. Quattro minuti e 28 secondi - 4:28
11. Genova brucia - 3:44
12. Come la neve - 4:31

## Formazione
- Simone Cristicchi - voce, cori, chitarra elettrica, chitarra acustica, chitarra classica, mandolino
- Alessandro Canini - batteria
- Andrea Rosatelli - basso, contrabbasso
- Francesco Musacco - tastiera, programmazione, pianoforte
- Olen Cesari - violino
- Roberto Izzo - violino
- Stefano Cabrera - violoncello
- Raffaele Rabudengo - viola
- Francesca Rapetti - flauto traverso
- Enrico Gabrielli - flauto traverso, clarinetto, sax
- Coro dei Minatori di Santa Fiora - cori

## Classifica FIMI
| Posizione | 47 | 31 | 43 | 55 | 96 | - | - | - | 100 | - | 92 | 72 |